# Coronacrisis in Australië
De coronacrisis in Australië begon eind januari 2020 in de deelstaat Victoria.
De eerste bevestigde besmetting in Australië werd gemeld op 25 januari 2020. Het betrof een man die op 19 januari 2020 vanuit Guangzhou naar Melbourne reisde via China Southern Airlines. Op 25 januari werd eveneens bekendgemaakt dat drie andere patiënten in New South Wales positief testten. Op dezelfde dag werden zes reizigers uit Wuhan in New South Wales onder observatie geplaatst. Twee waren waarschijnlijk besmet, de anderen waarschijnlijk. Op 27 januari maakte de Chief Health Officer van New South Wales dr. Kerry Chant bekend dat een vijfde patiënt positief testte. Deze patiënt was afkomstig uit New South Wales en werd behandeld in Sydney. Op 29 januari werden er twee nieuwe besmettingen gemeld, waarmee het aantal besmette personen in Australië uitkwam op zeven. Op 28 juli was het aantal besmettingen opgelopen tot 15.304.
Na een heftige nieuwe uitbraak van COVID-19 in Victoria, werd op 2 augustus een ramptoestand uitgeroepen, met in Melbourne een lockdown en zelfs avondklok van 20u tot 5u, en dit al minstens tot 13 september.